# Ден Баккер, Мартен
Мартен ден Баккер (нидерл. Maarten den Bakker; род. 26 января 1969 года в Аббенбруке, Нидерланды) — бывший нидерландский профессиональный шоссейный велогонщик. Трёхкратный чемпион Нидерландов. Специалист классических велогонок.

## Достижения
1987
Чемпионат мира
3-й  Индивидуальная гонка U19
1989
Чемпионат Нидерландов
1-й  Групповая гонка U23
2-й Тур Олимпии
1993
2-й Тур Люксембурга
1-й Этап 4
2-й Венендал — Венендал
Чемпионат Нидерландов
4-й Групповая гонка
1994
1-й Тур Средней Зеландии
1-й Натионале Слёйтингспрейс
2-й Брабантсе Пейл
9-й Вуэльта Андалусии
10-й Джиро ди Ломбардия
1995
2-й Гран-при Валлонии
Чемпионат Нидерландов
3-й  Групповая гонка
5-й Чемпионат Цюриха
8-й Тур Нидерландов
10-й Льеж — Бастонь — Льеж
1996
Чемпионат Нидерландов
1-й  Групповая гонка
10-й Вуэльта Андалусии
1-й Этап 5
4-й Брабантсе Пейл
8-й Тур Нидерландов
1997
1-й Этап 3 Вена — Рабенштай — Грестен — Вена
2-й Брабантсе Пейл
4-й Гран-при Валлонии
4-й Мемориал Рика Ван Стенбергена
6-й Рут-дю-Сюд
7-й Чемпионат Цюриха
1998
1-й Этап 2 Гран-при Вильгельма Телля
2-й Амстел Горд Рейс
3-й Париж — Бурж
4-й Флеш Валонь
4-й Гран-при Валлонии
9-й Льеж — Бастонь — Льеж
10-й Тур Нидерландов
1999
Чемпионат Нидерландов
1-й  Групповая гонка
1-й Профтур Алмело
1-й Этап 5 Тур Нидерландов
2-й Флеш Валонь
3-й Льеж — Бастонь — Льеж
4-й Амстел Горд Рейс
6-й Париж — Ницца
6-й Тур Средней Зеландии
6-й Милан — Виньола
8-й Тур Нидерландов
8-й Три дня Де-Панне
9-й Дварс дор Фландерен
2000
Чемпионат Нидерландов
3-й  Индивидуальная гонка
5-й Групповая гонка
5-й Три дня Де-Панне
6-й Эшборн — Франкфурт
7-й Гран-при Плуэ
8-й Льеж — Бастонь — Льеж
2001
7-й Омлоп Хет Волк
8-й Тур Нидерландов
2003
Чемпионат Нидерландов
1-й  Индивидуальная гонка
1-й Этап 4 Уника Классик
5-й Тур Средней Зеландии
6-й Тур Бельгии
2004
8-й Кюрне — Брюссель — Кюрне
2005
1-й Этап 3 Тур Австрии
4-й Схал Селс
2007
1-й Тур Фрисландии
Чемпионат Нидерландов
3-й  Групповая гонка
10-й Тур Бельгии
2008
1-й Этап 1 (КГ) Бриксиа Тур

## Статистика выступлений

### Гранд-туры
| Гонка           | 1992 | 1993 | 1994 | 1995 | 1996 | 1997 | 1998 | 1999 | 2000 | 2001 | 2002 | 2003 | 2004 |
| --------------- | ---- | ---- | ---- | ---- | ---- | ---- | ---- | ---- | ---- | ---- | ---- | ---- | ---- |
| Джиро д'Италия  | —    | —    | —    | —    | —    | —    | —    | —    | —    | —    | —    | —    | —    |
| Тур де Франс    | 92   | 91   | —    | 52   | 64   | 64   | 33   | 84   | 49   | 75   | —    | —    | —    |
| Вуэльта Испании | —    | 71   | НФ   | —    | 40   | НФ   | —    | —    | —    | —    | —    | —    | 84   |

| —  | Не участвовал  |
| НФ | Не финишировал |